# 전술 고에너지 레이저

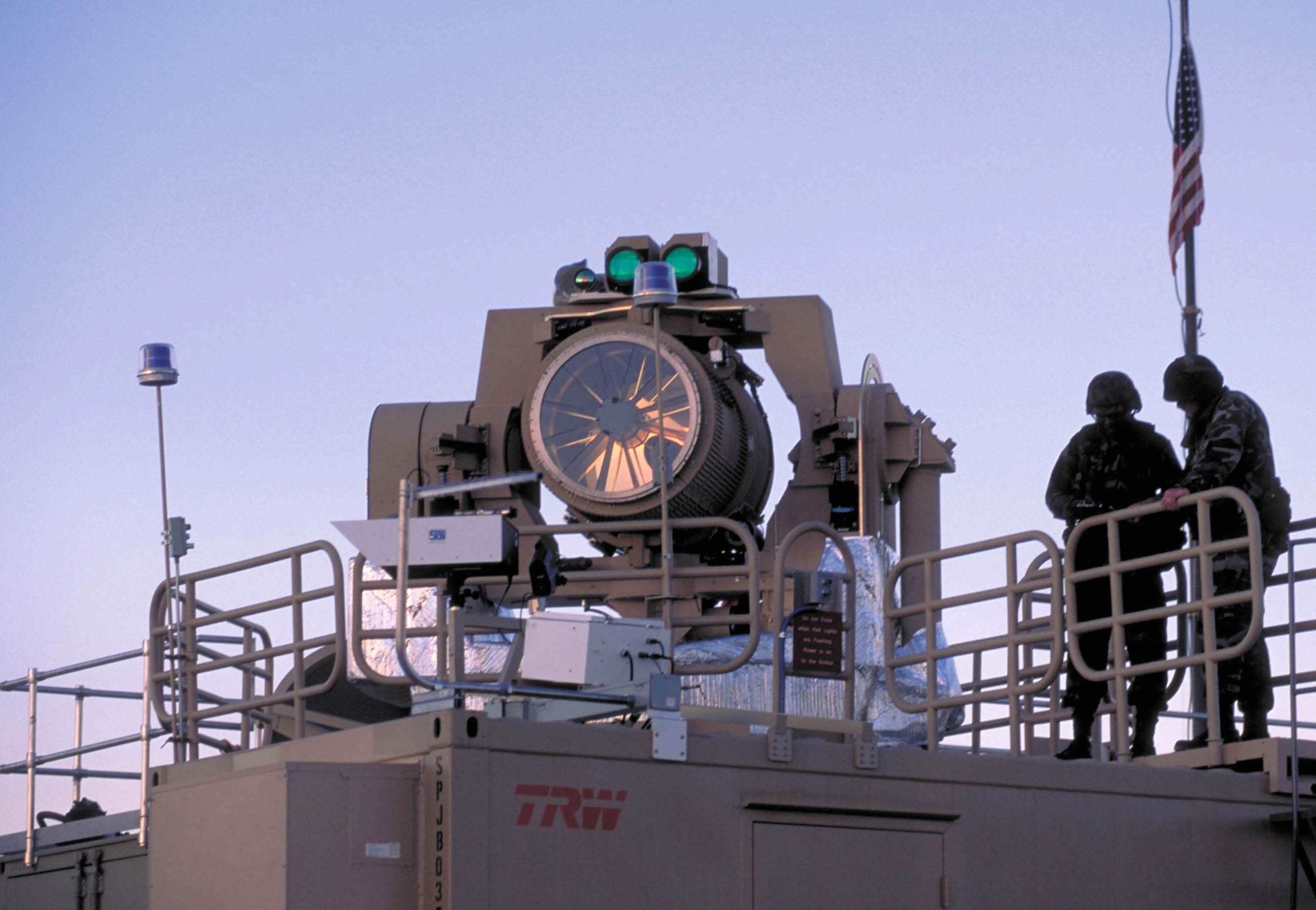
THEL/ACTD

전술 고에너지 레이저(Tactical High-Energy Laser, THEL)는 적의 미사일, 로켓포, 대포, 박격포 등을 공중에서 요격하기 위해 군사용으로 개발된 고출력 레이저이다. 노틸러스 레이저 시스템(Nautilus laser system)이라고도 알려져 있다. 이동식 버전은 이동식 전술 고에너지 레이저(Mobile Tactical High-Energy Laser, MTHEL)라고 부른다.

## 역사
1996년 7월 18일 미국과 이스라엘은 레이저 개발을 함께 하기로 협약했다.
이스라엘 국방부는 미국 뉴멕시코주의 화이트 샌드 미사일 사격장에서 2000년 6월 6일 실시된 노틸러스 시스템의 발사시험에서 날아오는 카추사 로켓포를 정확히 추적해 파괴했다고 밝혔다.
노스럽 그러먼은 이스라엘 국방부와 공동으로 스카이가드 레이저 요격 시스템을 개발하고 있으며, 대당 가격은 약 1억 5,000만 달러(1,500억원), 대량생산시 3,000만 달러(300억원)로 예상하고 있다.
이스라엘은 가자지구와 레바논 무장세력의 단거리 미사일 공격을 방어하기 위한 미사일 방어체계인 아이언 돔(Iron Dome) 시스템을 2010년 여름에 본격 가동할 예정이다. 라파엘사는 2009년 3월 아이언 돔 레이저 요격시스템의 실험에 성공했다. 이스라엘은 2006년 헤즈볼라와 전쟁시 4,000발의 카추사 로켓포 공격을 받은 뒤 이 시스템의 구축을 서둘러 왔다.
페레츠 이스라엘 국방부 장관은 아이언 돔이 사정거리가 짧은 로켓포나 수십km의 단거리 사정 미사일에 대처하는 좋은 수단이 될 것이라고 강조했다. 불과 수백만 달러의 비용으로 2년 안에 배치될 예정이다.
2000-2001년, THEL은 카추사 다연장로켓 28발, 대포 5발을 요격했다.
60회의 사격으로 다시 장전하고 5 km 범위에서 100%에 가까운 요격율이 되는 것을 목표로하고 있다.

## 같이 보기
- 스카이가드
- HELLADS
- 보잉 YAL-1
- 카추사 로켓
- 장사정포
- BM-21
- Counter-RAM 로켓포, 대포, 박격포를 공중에서 요격하는 방어 시스템
- NBS C-RAM 독일 라인메탈에서 생산하는 35mm 기관포 6개로 구성된 시스템이다.